# Music of the Sun
Music of the Sun è il primo album in studio della cantante barbadiana Rihanna, pubblicato il 29 agosto 2005.
Rihanna ha lavorato con diversi produttori per la realizzazione dell'album, soprattutto con Carl Sturken ed Evan Rogers, che ha prodotto e scritto la maggior parte delle tracce presenti nel disco. Si tratta di un progetto prevalentemente R&B e reggae, che incorpora elementi musicali propri della dance-pop e della musica caraibica, soprattutto il dancehall e il reggae-pop. L'album ha ricevuto recensioni critiche generalmente positive.

## Antefatti
Dopo la firma con Def Jam Recordings nel febbraio 2005, ha iniziato a lavorare sul suo album di esordio con diversi produttori tra cui Evan Rogers, Carl Sturken, Stargate e Poke & Tone, anche se l'album è stato prodotto in primo luogo da Carl Sturken ed Evan Rogers, che aveva già lavorato con il suo demo. L'album è stato completato in tre mesi, da febbraio 2005 a maggio 2005, e contiene dodici brani e un remix di Pon de Replay di Elephant Man.

## Stile musicale
Music of the Sun è stato musicalmente ispirato dalla varietà dei generi della musica caraibica, che include soca, dancehall e reggae, nonostante l'album comprenda anche alcuni generi americani, usando una miscela di dance-pop e urban. I brani della prima parte dell'album contengono un sound reggae. La seconda metà di tutto l'album inizia con canzoni dancehallup-tempo, mentre in chiusura troviamo delle vere e proprie ballate. Pon de Replay è la traccia di apertura dell'album. È stato scelto come primo singolo estratto. L'album inizia con canzoni reggae come Here I Go Again, If It's Lovin' that You Want e You Don't Love Me (No, No, No). Nella canzone Here I Go Again, la seconda traccia, Rihanna canta dell'essersi innamorata di un ragazzo. Come terza traccia dell'album troviamo il secondo singolo, If It's Lovin' that You Want, che non ha avuto il successo sperato. In seguito la quarta traccia dell'album, You Don't Love Me (No, No, No), contiene un R&B contemporaneo come la quinta e la sesta traccia That La, La, La, The Last Time. Willing To Wait è stata definita dalla critica una canzone sentita e profonda. La canzone dallo stesso titolo dell'album Music Of The Sun è il punto focale dell'album. In questa canzone sentiamo una Rihanna profonda accompagnata dalla sola batteria e dalla chitarra. L'album poi continua con il brano Let Me, scelto come singolo esclusivo per il Giappone, e Rush, dove viene presentata una Rihanna dancehall. L'album si conclude con le ultime due canzoni, lente, There's A Thug In My Life e la ballata-oriental Now I Know. Questa è una ballata molto lenta, stroncata dalla critica perché troppo matura per un'artista così giovane.

## Singoli
Il primo singolo estratto è stato Pon de Replay, pubblicato il 22 agosto 2005. La canzone fu un successo commerciale, piazzandosi al numero due della Billboard Hot 100 e Pop 100. Per promuovere l'album, Rihanna si è esibita agli MTV Video Music Awards del 2005, due giorni prima che l'album venisse pubblicato. Il secondo singolo estratto fu, If It's Lovin' that You Want, pubblicato il 28 novembre 2005, piazzatosi al numero trentasei della Billboard Hot 100. Questo singolo non ebbe il gran successo sperato, ma andò a ruba in Finlandia dove ha raggiunto la prima posizione. Let Me sarebbe dovuto essere il terzo singolo internazionale, mentre è stato pubblicato esclusivamente in Giappone, dove ha raggiunto la posizione numero 8 nelle classifiche.

## Accoglienza
Music of the Sun ha ricevuto critiche contrastanti da parte della stampa musicale. Kelefa Sanneh dal The New York Times ha affermato che il connubio di dancehall e pop dell'album si è risolto in "una delle più grandi e irresistibili colonne sonore da discoteca dell'estate" ma ha dichiarato che Rihanna sembra "in difficoltà" senza una sonorità su cui cantare. Barry Walters dal Rolling Stone ha affermato che l'album scarseggia del valore del riascolto, di ingenuità e del ritmo del singolo con "gorgheggi vocali generici e artifici" della musica R&B americana che abbraccia la sua "malia caraibica". Evan Serpick da Entertainment Weekly ha dichiarato che "la voce vibrante di Rihanna solleva brani come That La La La e Let Me ma questo mite debutto dancehall/R&B è nutrito con una produzione senza gusto e arrangiamenti sdolcinati che intralciano Music of the Sun". Robert Christgau dal The Village Voice ha definito l'album una "miccia", che rappresenta "un brutto disco le cui particolarità raramente interessano altre analisi".

## Tracce
Edizione standard
1. Pon de Replay – 4:07 (Alisha Brooks, Vada Nobles, Evan Rogers, Carl Sturken)
2. Here I Go Again (feat. J-Status) – 4:11 (Evan Rogers, Carl Sturken, J-Status, Robyn Fenty)
3. If It's Lovin' that You Want – 3:28 (Jean Claude Oliver, Samuel Barnes, Alaxsander Mosely, Scott Larock, Lawrence Parker, Makeba Riddick)
4. You Don't Love Me (No, No, No) (feat. Vybz Kartel) – 4:20 (Dawn Penn, Ellas McDaniel, Willie Cobbs)
5. That La, La, La – 5:14 (Full Force, Dernst Emile)
6. The Last Time – 4:53 (Evan Rogers, Carl Sturken)
7. Willing to Wait – 4:38 (Evan Rogers, Carl Sturken, Nathan Watts, Henry Redd, Cotton Greene, June Deniece Williams, Robyn Fenty)
8. Music of the Sun – 3:56 (Diane Warren, Evan Rogers, Carl Sturken, Robyn Fenty)
9. Let Me – 3:56 (Evan Rogers, Carl Sturken)
10. Rush (feat. Kardinal Offishall) – 3:09 (Evan Rogers, Carl Sturken)
11. There's a Thug in My Life (feat. J-Status) – 3:21 (E. Jordan, Evan Rogers, Carl Sturken)
12. Now I Know – 5:02 (Evan Rogers, Carl Sturken, Robyn Fenty)
13. Pon de Replay (Remix feat. Elephant Man) – 3:37 (Alisha Brooks, Vada Nobles, Evan Rogers, Carl Sturken) – Bonus track

Bonus track per il Regno Unito
1. Should I? (feat. J-Status) – 3:06 (Evan Rogers, Carl Sturken, J-Status)

Bonus track per il Giappone
1. Hypnotized – 4:15 (Evan Rogers, Carl Sturken, Robyn Fenty)

## Successo commerciale
Music of the Sun ha esordito alla decima posizione della Billboard 200 e alla seconda della Billboard Top R&B / Hip Hop Album, vendendo 69 000 copie nella prima settimana. Il 28 agosto 2020 l'album è stato certificato platino negli Stati Uniti. In Canada, l'album ha avuto un buon successo esordendo alla posizione numero sette. L'album a livello internazionale ha avuto un discreto successo, arrivando nella Top 10 di svariati paesi. In Italia ha raggiunto la posizione numero ventidue, mancando di poco la top 20, un risultato non negativo per l'album di un'artista esordiente.

## Classifiche
| Classifiche (2005-06) | Posizione massima |
| --------------------- | ----------------- |
| Austria               | 45                |
| Canada                | 7                 |
| Francia               | 93                |
| Germania              | 31                |
| Giappone              | 14                |
| Nuova Zelanda         | 26                |
| Paesi Bassi           | 98                |
| Regno Unito           | 35                |
| Stati Uniti           | 10                |
| Svizzera              | 38                |